# Josh Kelly (boxeador)
Joshua Kelly –conocido como Josh Kelly– (Sunderland, 7 de abril de 1994) es un deportista británico que compitió en boxeo. En los Juegos Europeos de Bakú 2015 obtuvo una medalla de bronce en el peso wélter.
En abril de 2017 disputó su primera pelea como profesional. En marzo de 2018 conquistó el título internacional de la AMB, en la categoría de peso wélter.

## Palmarés internacional
| Juegos Europeos | Juegos Europeos   | Juegos Europeos   | Juegos Europeos |
| Año             | Lugar             | Medalla           | Categoría       |
| --------------- | ----------------- | ----------------- | --------------- |
| 2015            | Bakú (Azerbaiyán) | Medalla de bronce | 69 kg           |